# Overtoom (overhaal)

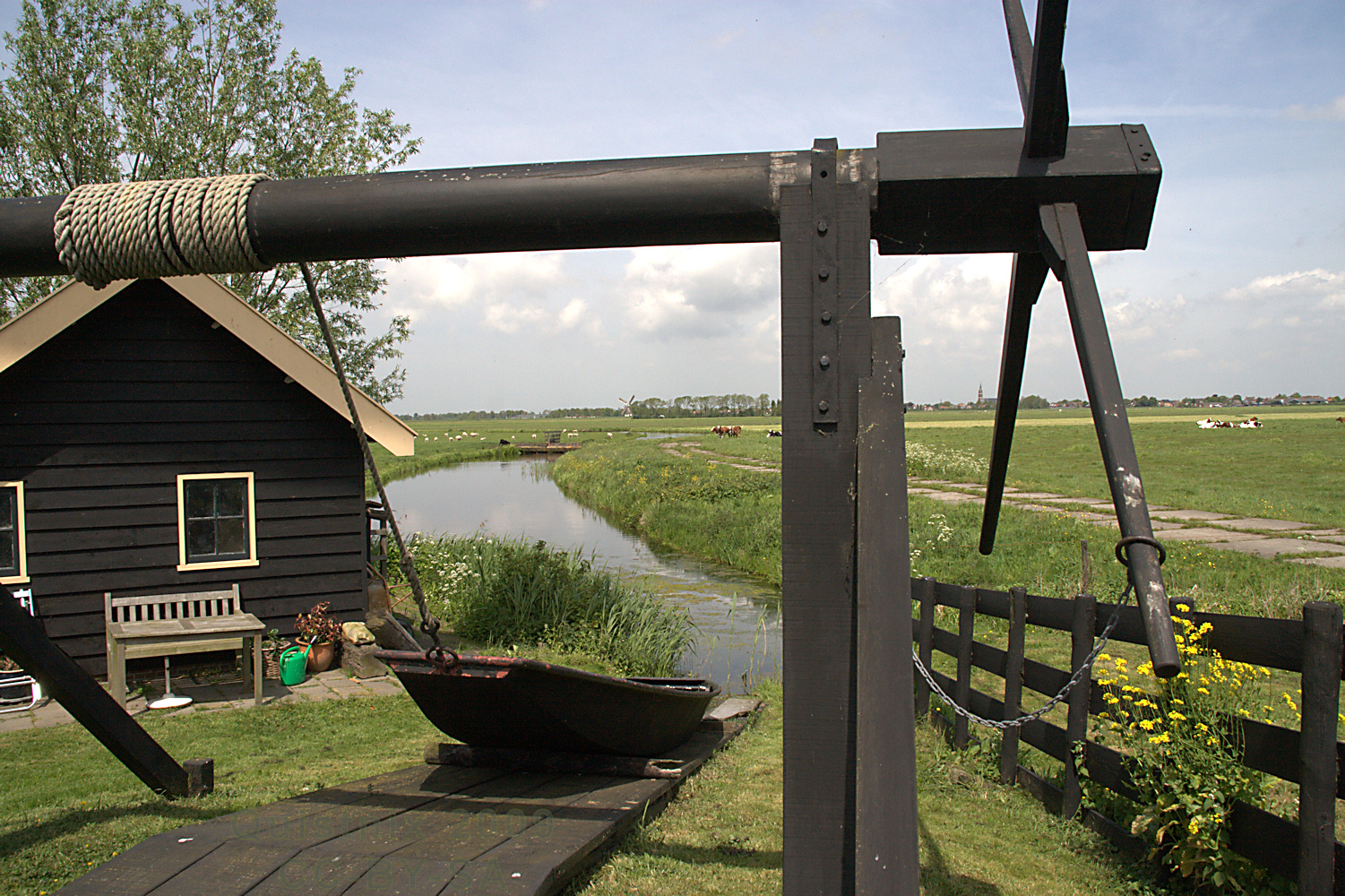
Overtoom bij de Blauwe Molen bij Rijpwetering.

Een overtoom is een installatie waarbij een schip over land van het ene in het andere water wordt getrokken, met het doel een peilverschil te overwinnen. De overtoom kan worden gezien als een voorloper van de schutsluis. Een andere term is overhaal. In de Franse Westhoek spreekt men van een "overdracht".

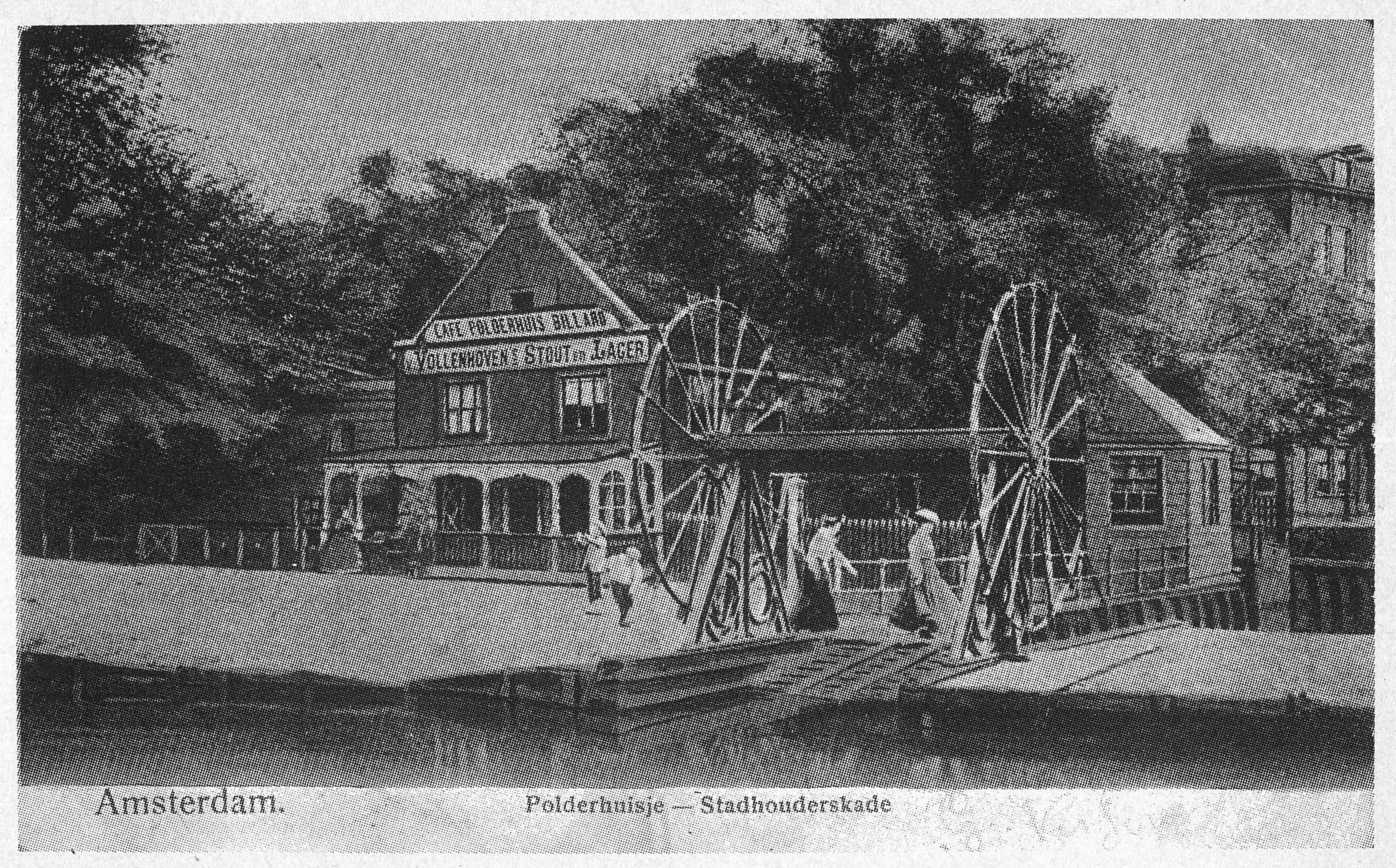
De overtoom in de Boerenwetering in Amsterdam-Zuid, met het Polderhuis bij de Ruysdaelkade, gezien vanaf de Stadhouderskade; circa 1900.

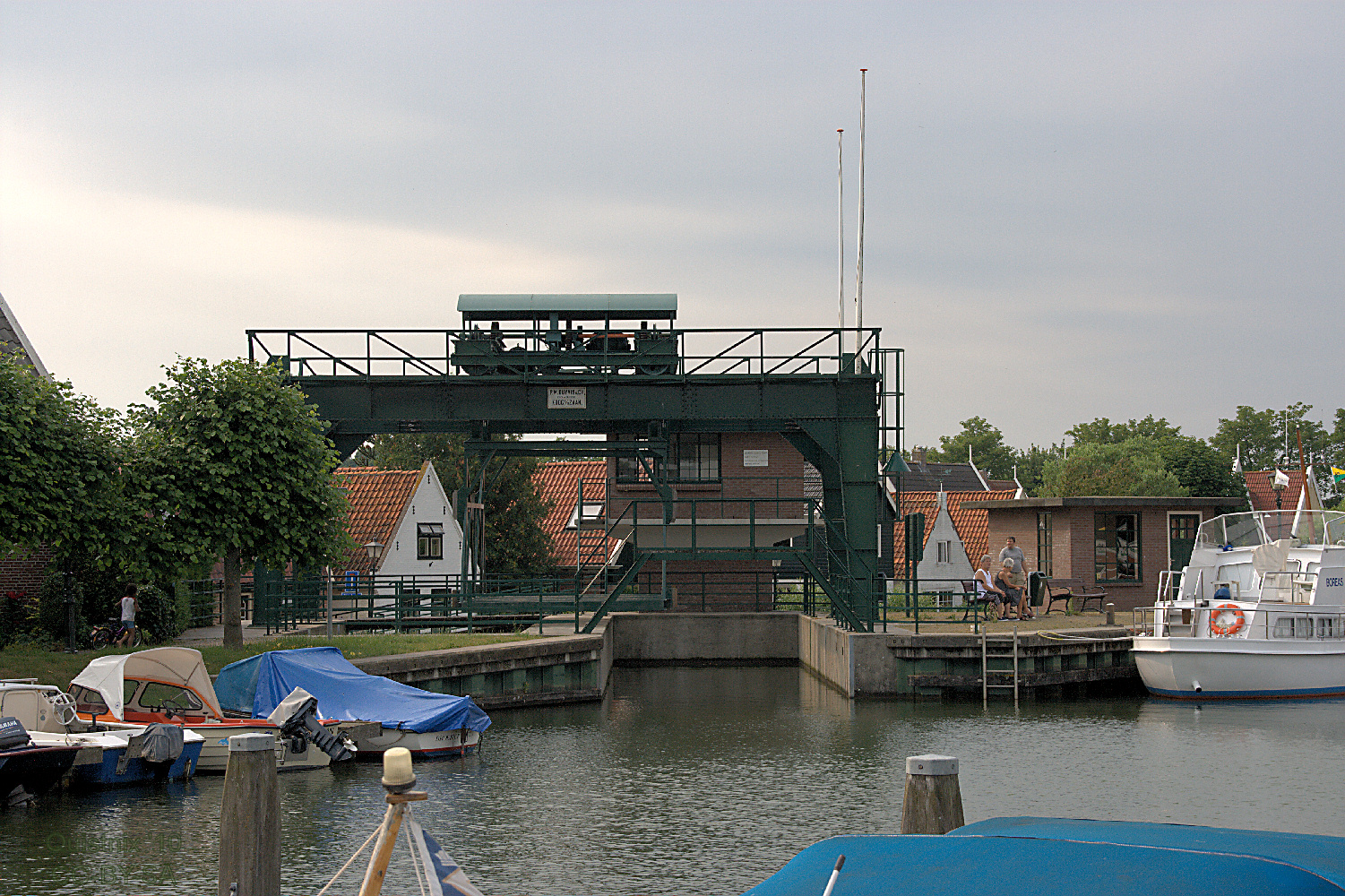
Elektrische scheepslift te Broekerhaven, nabij Enkhuizen.

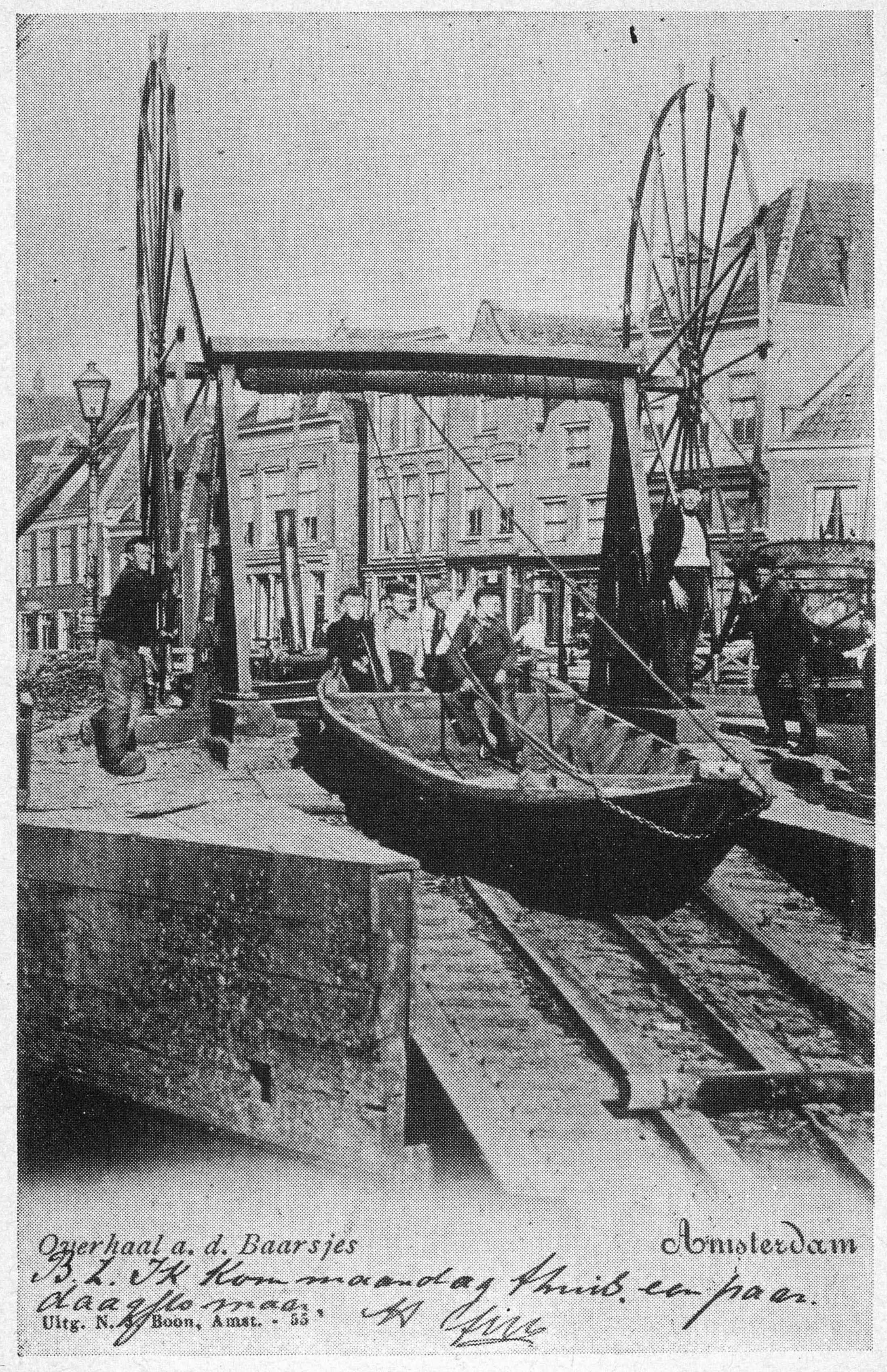
Overhaal van de Slotervaart naar de Kostverlorenvaart; circa 1900. Hier ligt nu de brug (nr. 199) naar de Surinamestraat.

Een overtoom bestond vaak uit een helling met daarop balken die met vet ingesmeerd waren. Met behulp van een windas, opgehangen boven het hoogste punt van de overtoom, werd het schip uit het water getrokken en over de balken naar een ander water verplaatst. Op oude afbeeldingen zijn vaak de grote wielen te zien waarmee de takels werden bediend. Soms werden in plaats van balken boomstammen gebruikt, waarover het schip kan rollen.

## In de Oudheid
In de Oudheid bestond al een "schepenweg" van ingesmeerde hardstenen, de zgn. δίολκος (diolkos), over de Landengte van Korinthe, waar schepen tussen de golf van Korinthe en de Egeïsche Zee werden overgetrokken. Twee kop-aan-kop overtomen dus, die in gebruik waren sinds wat Thucydides "oude tijden" noemt, ten minste tot mid-1e eeuw n.Chr., en die een van de bronnen waren van de rijkdom en succes van de stad Korinthe.

## Elektrische overtoom
In het riviertje de Regge bij Rijssen en Hellendoorn zijn in 1992 en 2002 twee nieuwe overtomen aangelegd, voor de ten behoeve van de recreatie nieuw gebouwde Enterse zomp. Het scheepje wordt in het water op een lorrie geplaatst die met accustroom vanuit de boot aangedreven wordt. De lorrie rijdt vanuit het water op een betonbaan over de stuwen bij Zuna en Overwater. De hoogteverschillen zijn respectievelijk 1,20 en 2,50 meter.

## Scheepslift
Een modernere versie van de overtoom is de scheepslift, waarbij het schip in een bak (al dan niet gevuld met water) wordt verplaatst. In Broekerhaven, nabij Enkhuizen, is nog zo'n scheepslift te zien. Deze is gebouwd in 1923-'24 naar voorbeeld van de in 1916 gebouwde scheepslift die ruim 40 jaar lang (tot 1959) in Amsterdam-West aan de Kostverlorenvaart bij de Postjeswetering gefunctioneerd heeft.

## De Overtoom in Amsterdam
De Amsterdamse straat met de naam Overtoom is vernoemd naar de Overtoomse Vaart, een in 1904 gedempte waterweg die leidde naar de overtoom tussen de Kostverlorenvaart en de rivier de Schinkel, nabij de Amstelveenseweg.

## Liedje
De overtoom is in de volksmond bekend van het kinderliedje "Schuitje varen theetje drinken". De tweede tekstregel hiervan luidt: "varen we naar de overtoom".